# پائولو مونتی
پائولو مونتی (به ایتالیایی: Paolo Monti)؛ (زادۀ ۱۱ اوت ۱۹۰۸ میلادی – درگذشتۀ ۲۹ نوامبر ۱۹۸۲ میلادی) یک عکاس اهل ایتالیا بود که به خاطر عکاسی معماری خود شهرت داشت.
مونتی در دورۀ اولیۀ خود با تجریدگرایی و همچنین تمهیداتی چون تاری و پراش تجربه کرد. در سال ۱۹۵۳ میلادی، او یک عکاس حرفه‌ای شد. او عمدتاً با بازتولیدهای معماری کار می‌کرد که توسط مجلات و ویراستاران کتاب برای مصورسازی استفاده می‌شد. از سال ۱۹۶۶ میلادی، مونتی مراکز تاریخی شهرهای ایتالیا را فهرست‌سازی کرد.

## سنین جوانی و تحصیل
مونتی در نووارا به دنیا آمد. پدرش یک بانکدار و عکاس آماتور اهل درۀ اوسولا بود. خانواده او چندین بار به دلیل انتقال پدرش بین شهرهای کوچک نقل مکان کردند. او در دانشگاه بوکونی در میلان تحصیل کرد و در سال ۱۹۳۰ میلادی در رشتهٔ اقتصاد فارغ‌التحصیل شد.

## زندگی و کار

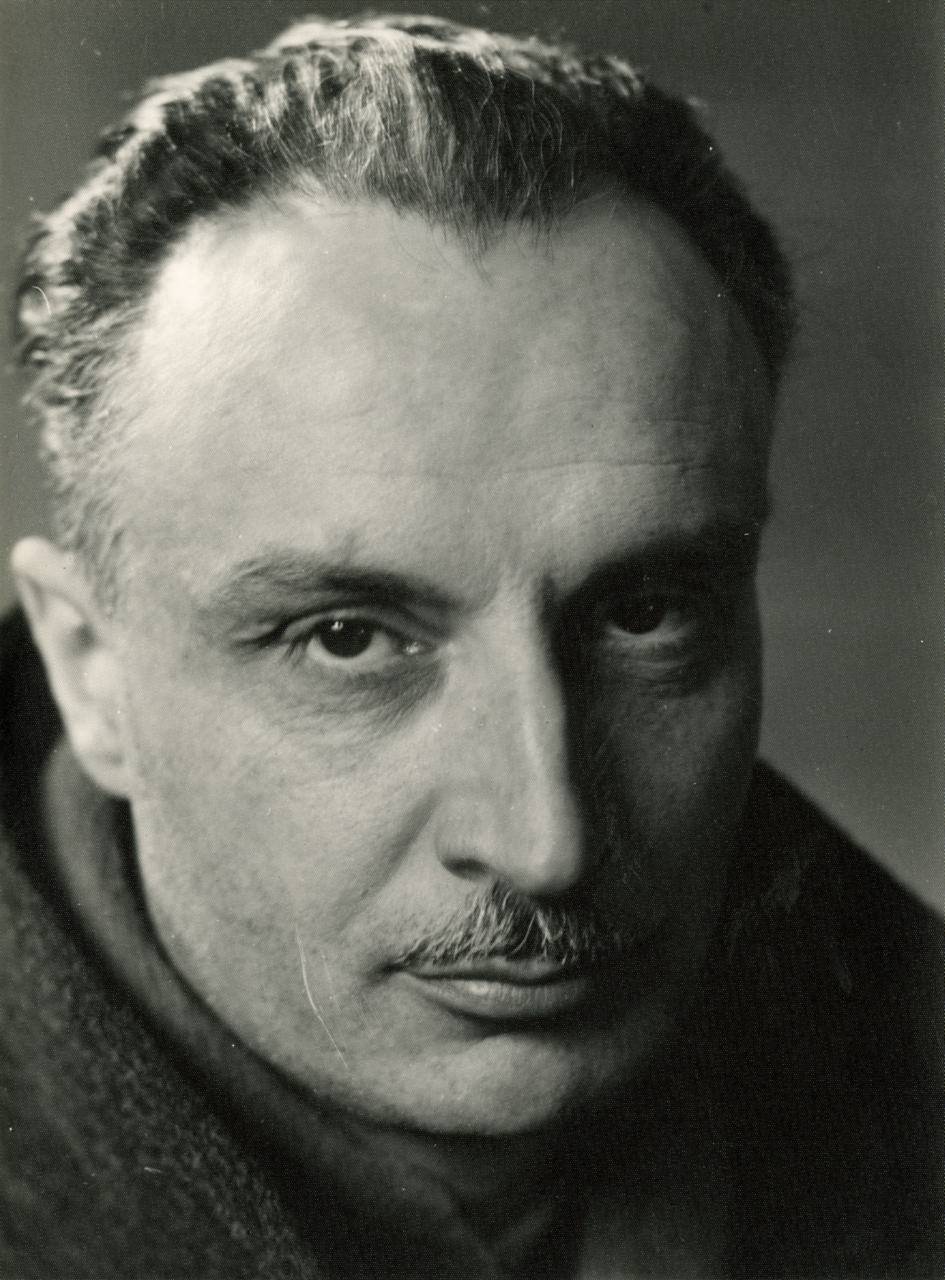
خودنگاره، ۱۹۵۴ میلادی

پس از فارغ‌التحصیلی برای چند سال در منطقهٔ پیه‌مونته کار کرد. پدرش در سال ۱۹۳۶ میلادی درگذشت و اندکی بعد پائولو با ماریا بینوتی ازدواج کرد.
از ۱۹۳۹ تا ۱۹۴۵ میلادی او در مستره در نزدیکی ونیز زندگی کرد، سپس به ونیز نقل مکان کرد و در آنجا در شرکت تعاونی کشاورزی منطقه‌ای کار کرد و سرگرمی خود، عکاسی را ادامه داد.
مونتی در دوره اولیهٔ خود با تجریدگرایی و همچنین تمهیداتی چون تاری و پراش تجربه کرد. او در سال ۱۹۴۷ میلادی به تأسیس باشگاه لا گوندولا کمک کرد که در مدت کوتاهی به یکی از ویژگی‌های جنبش بین‌المللی عکاسی آوانگارد تبدیل شد. در سال ۱۹۵۳ میلادی مونتی یک عکاس حرفه‌ای شد و عمدتاً با مجلات در زمینهٔ معماری و طراحی کار می‌کرد. او به مصورسازی بیش از ۲۰۰ مجلد دربارۀ شهرها و مناطق، معماران و هنرمندان کمک کرد.
از حدود سال ۱۹۶۵ میلادی او برای تاریخ ادبیات ایتالیایی تصاویری را عکاسی کرد و همچنین از دره‌های آپنینی از جمله منطقۀ امیلیا-رومانیا عکاسی کرد. بعدها عکاسی او مربوط به تاریخ هنر ایتالیایی بود. پس از سال ۱۹۸۰ میلادی، او بر مستندسازی عکاسی میراث نووارا، دریاچۀ اورتا و درۀ اوسولا تمرکز کرد. برای این کار، در سال ۱۹۸۱ میلادی جایزهٔ اومبرتو زانوتی بیانکو ملی به او اهداء شد.

## مرگ و میراث
مونتی در ۲۹ نوامبر ۱۹۸۲ میلادی در میلان درگذشت.
بایگانی او در سال ۲۰۰۴ میلادی توسط وزارت میراث فرهنگی و فعالیت‌های ایتالیا مورد توجه تاریخی قرار گرفت و در سال ۲۰۰۸ میلادی توسط بنیاد بی‌ای‌آی‌سی خریداری شد، فهرست‌نویسی شد و در معرض دید عموم قرار گرفت.

## انتشارات
- «پائولو مونتی»، متن: آنتونیو آرکاری، میلان: گروه انتشارات فابری، ۱۹۸۳ میلادی. اوسی‌ال‌سی: ۴۲۷۷۷۶۰۳.
- «پائولو مونتی: عکاس برونلسکی: معماری فلورانس»، کازالکیو دی رنو، بولونیا: گرافیس، ۱۹۸۶ میلادی. اوسی‌ال‌سی: ۱۶۱۴۵۳۸۱. ویرایش شده توسط: فرانکو بونیلائوری. با مقاله‌ای از: سالواتوره دی پاسکواله، «فیلیپو برونلسکی از اسطوره تا راز». «کاتالوگ نمایشگاهی که در کاخ استروتزی، فلورانس، ۱۹ ژوئیه تا ۱۲ اوت ۱۹۸۶ میلادی برگزار شد.»[۷]
- «عکس‌های ۱۹۸۰–۱۹۵۰ میلادی»، ویرایش: توسط جیوانی کیارامونته، میلان: اف. موتا، ۱۹۹۳ میلادی. شابک: ۹۷۸۸۸۷۱۷۹۰۲۸۲.

## نمایشگاه‌ها
- اولین نمایشگاه بین‌المللی عکاسی دوسالانه، ونیز، ۱۹۵۷ میلادی.[۸]

## مجموعه‌ها
آثار مونتی در مجموعهٔ دائمی زیر نگهداری می‌شود:
- گالری تصاویر قلعهٔ اسفورتزا، موزه‌های قلعهٔ اسفورتزا، میلان.[۲]

## نگارخانه

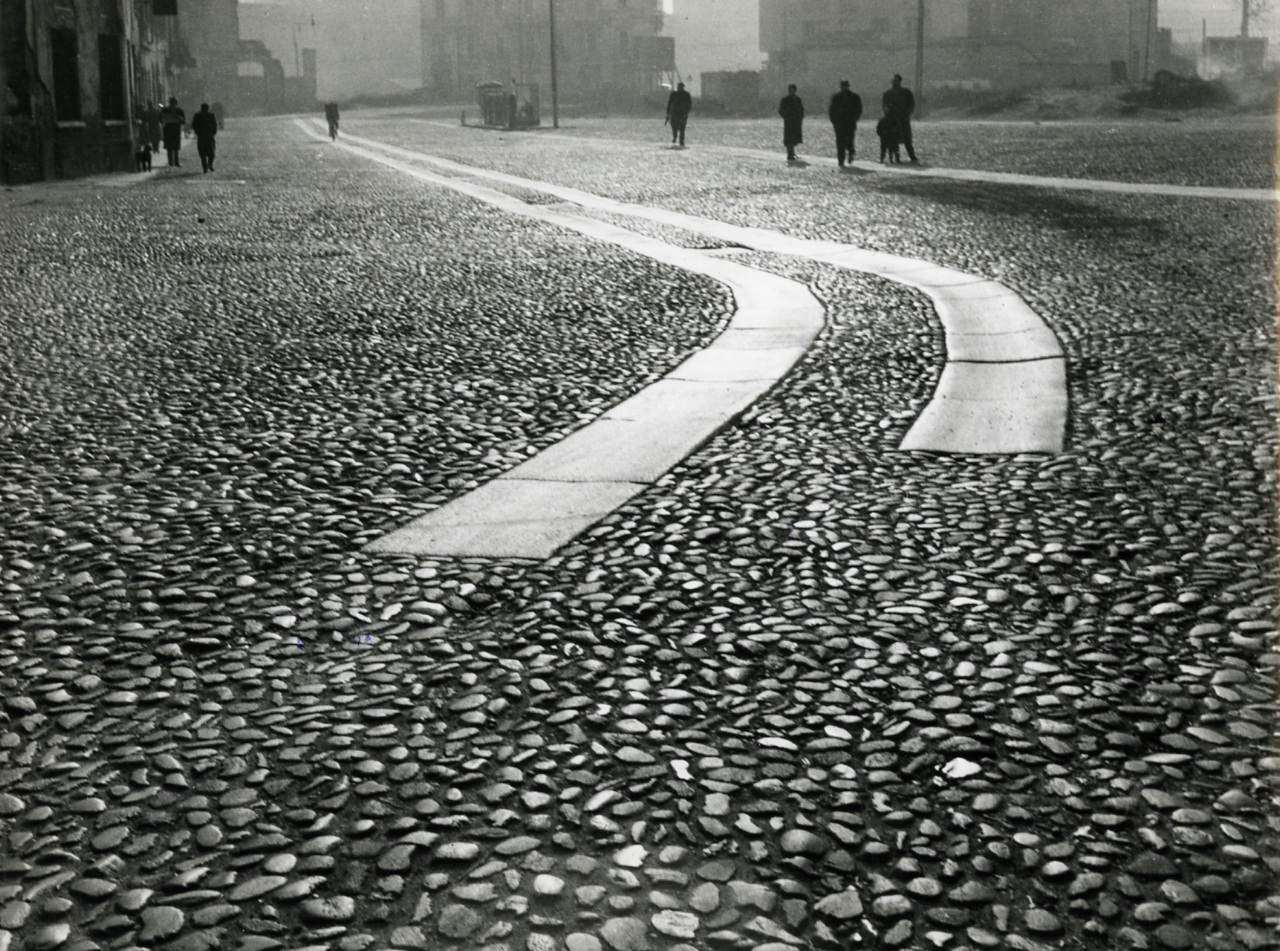
فضای خاطره، میدان وترا در سال ۱۹۵۳ میلادی، میلان، ۱۹۵۳ میلادی
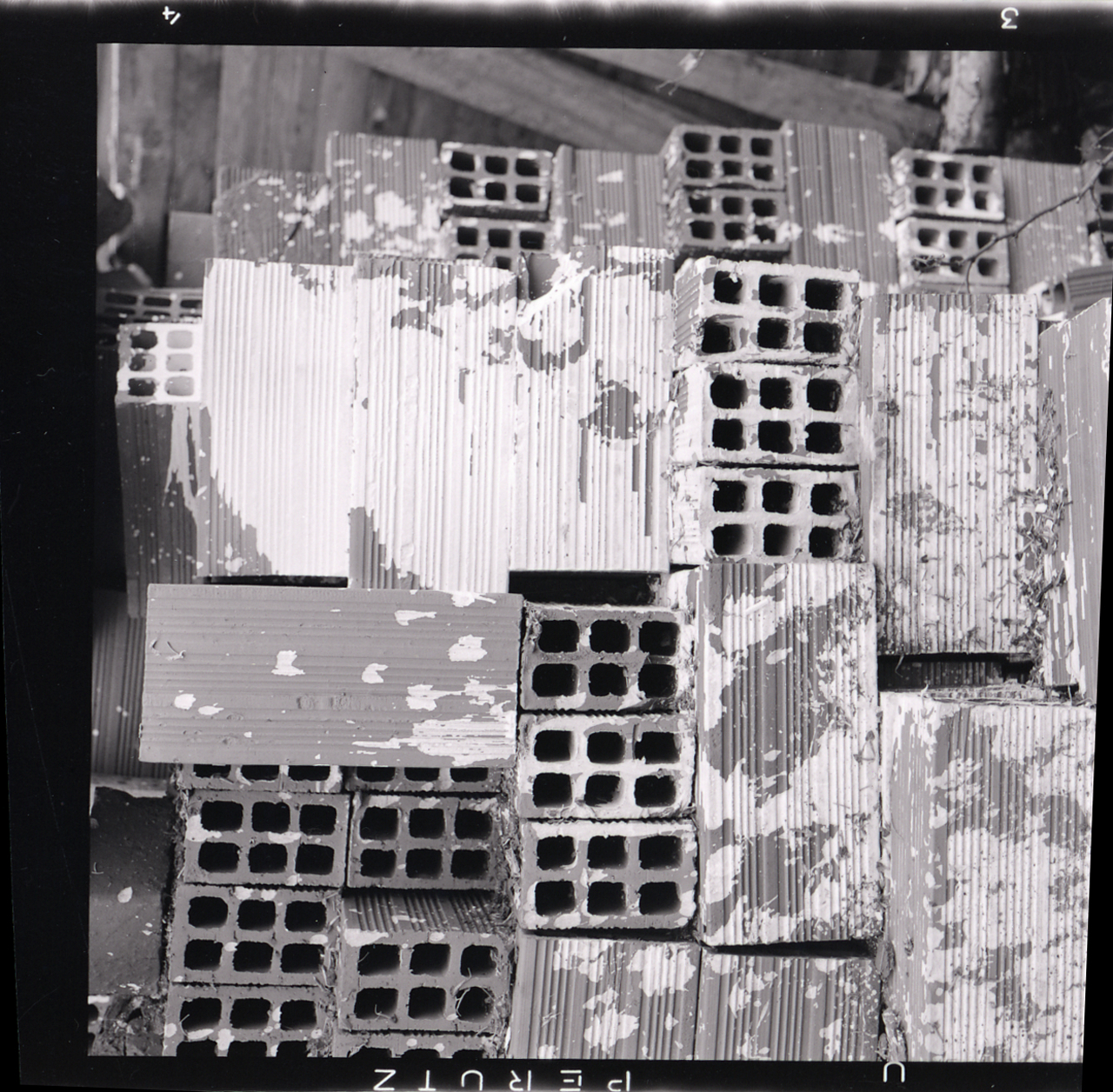
آنتزولا د اوسولا، ۱۹۶۴ میلادی
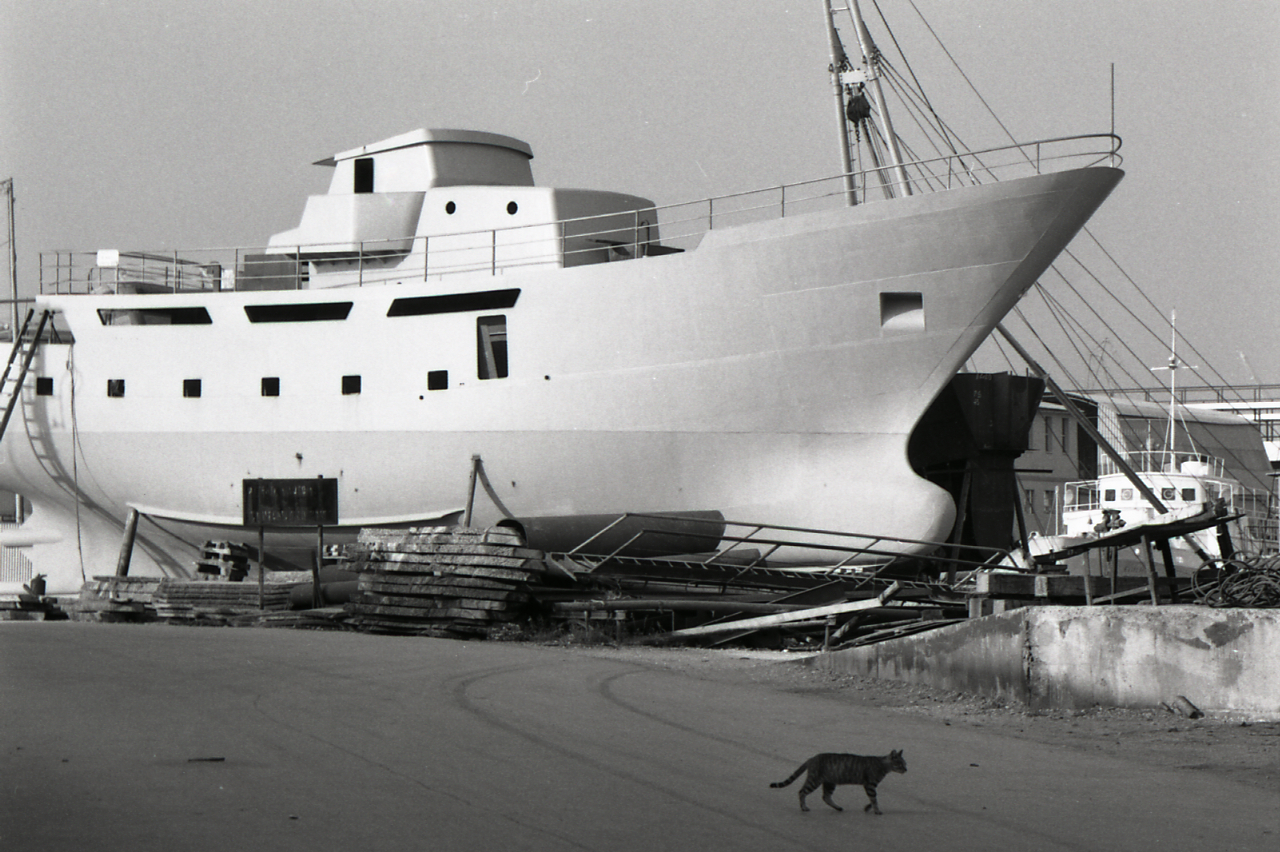
آنکونا، ۱۹۶۹ میلادی
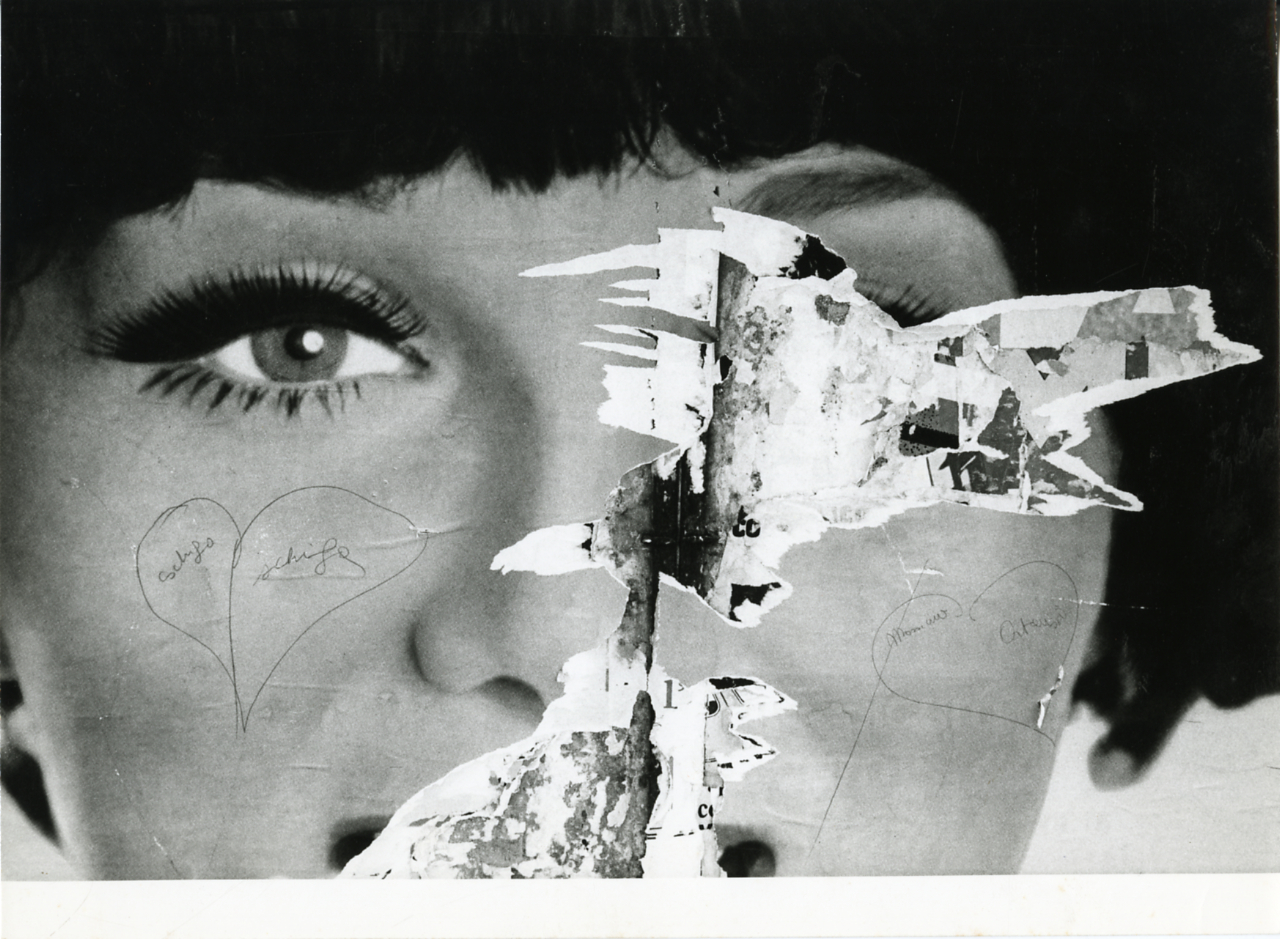
پوستر پاره شده، ونیز، ۱۹۷۱ میلادی
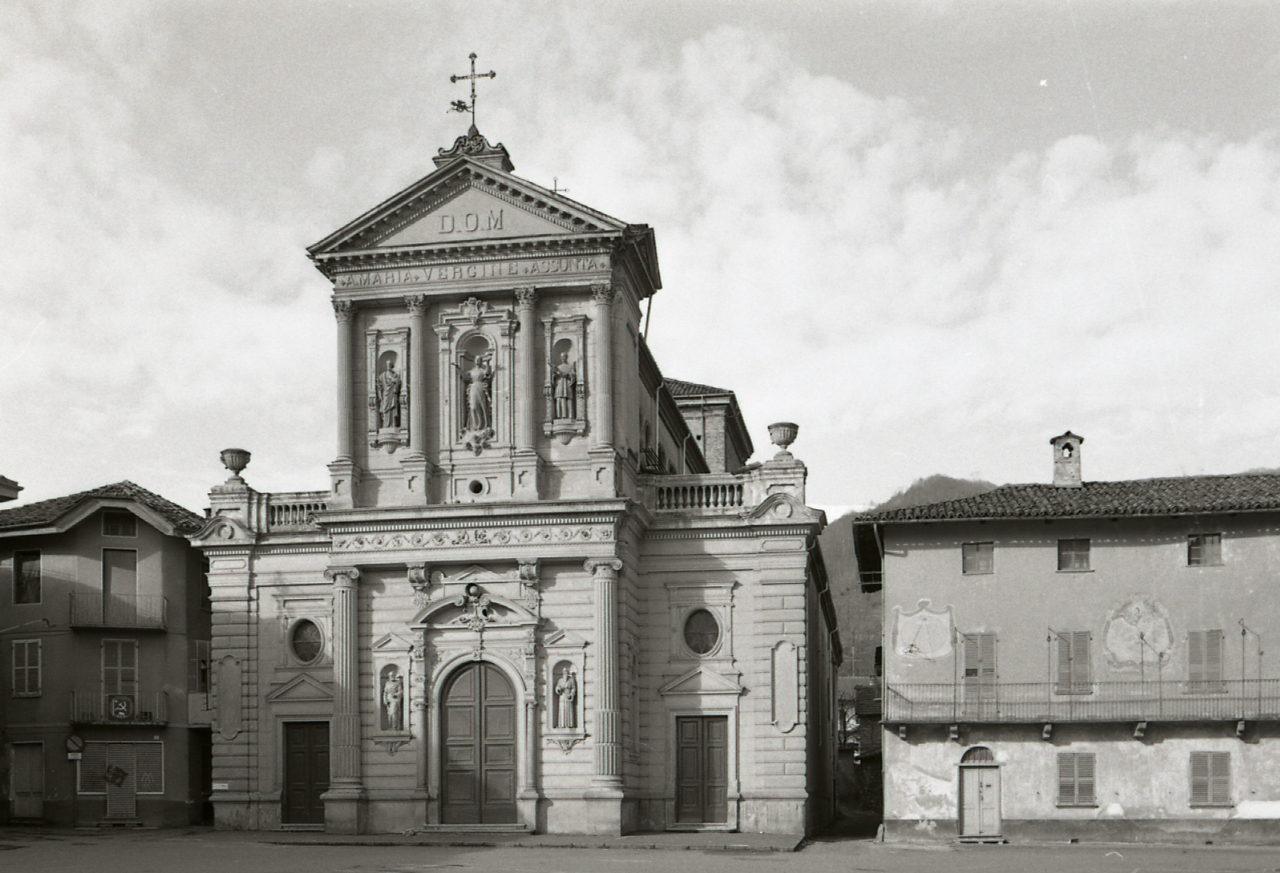
روکا کاناوزه، ۱۹۷۹ میلادی
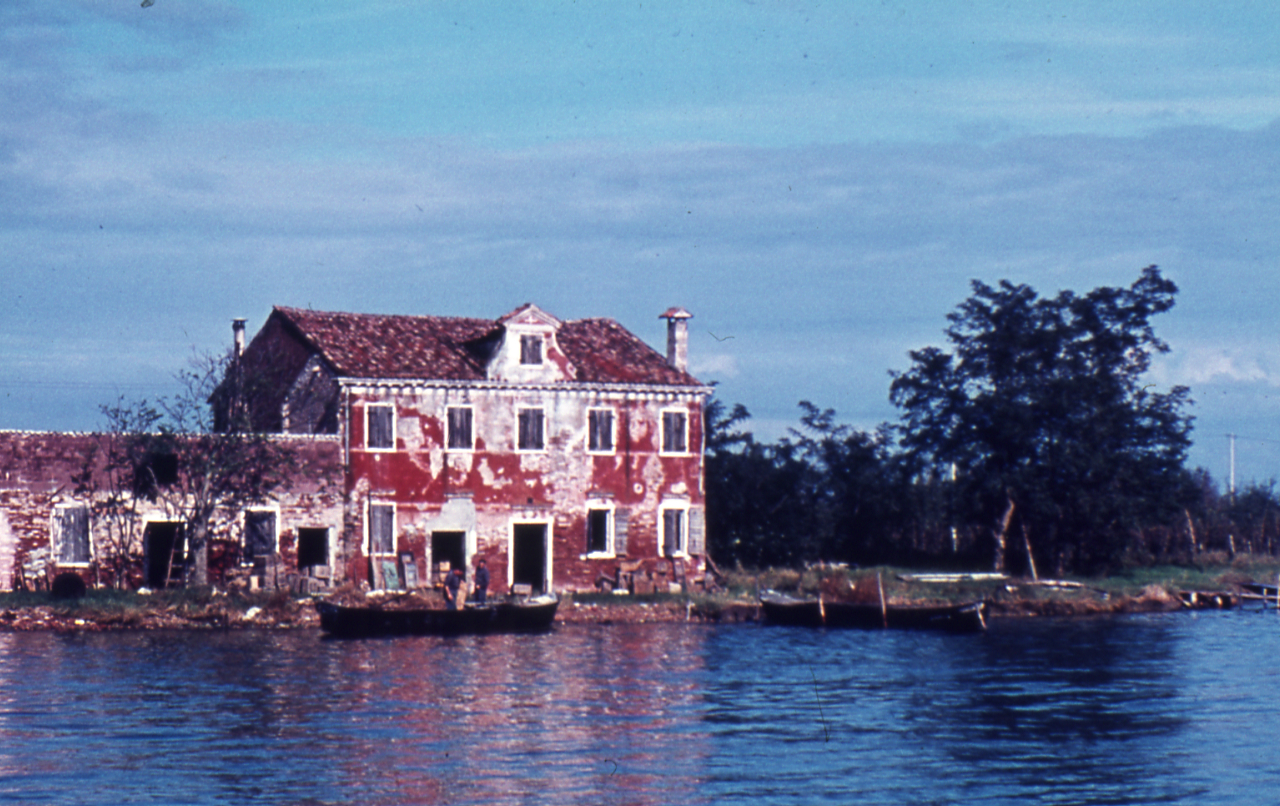
تالاب ونتزیا، ۱۹۸۲ میلادی
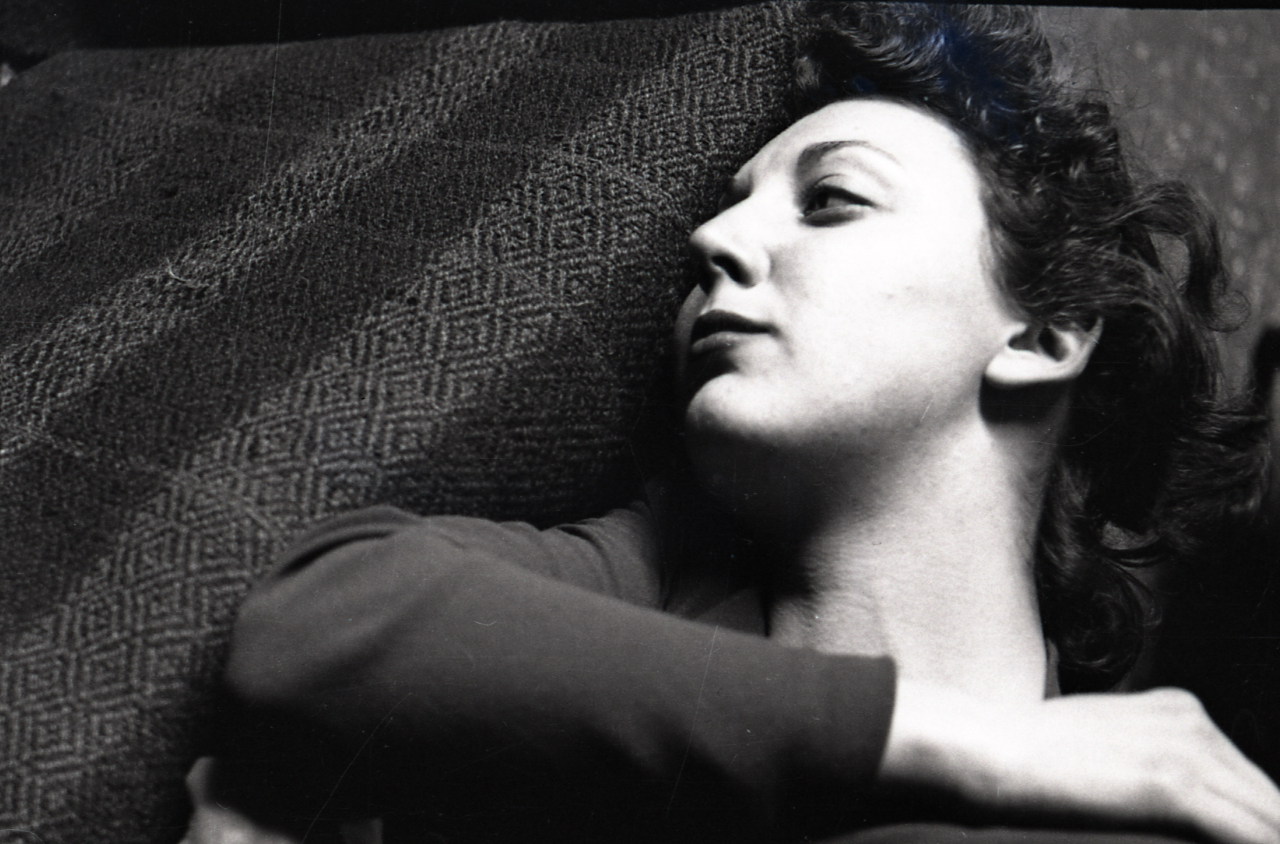
پرترهٔ بانو، ۱۹۷۰ میلادی